# アンドリュー・ハンディサイド

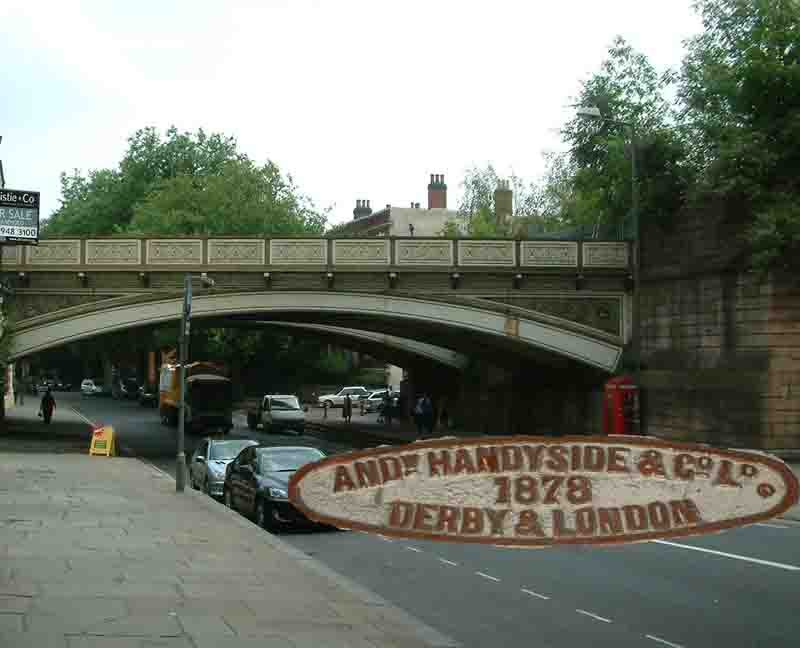
企業が存在したダービーのFriar Gateにある鉄道橋。

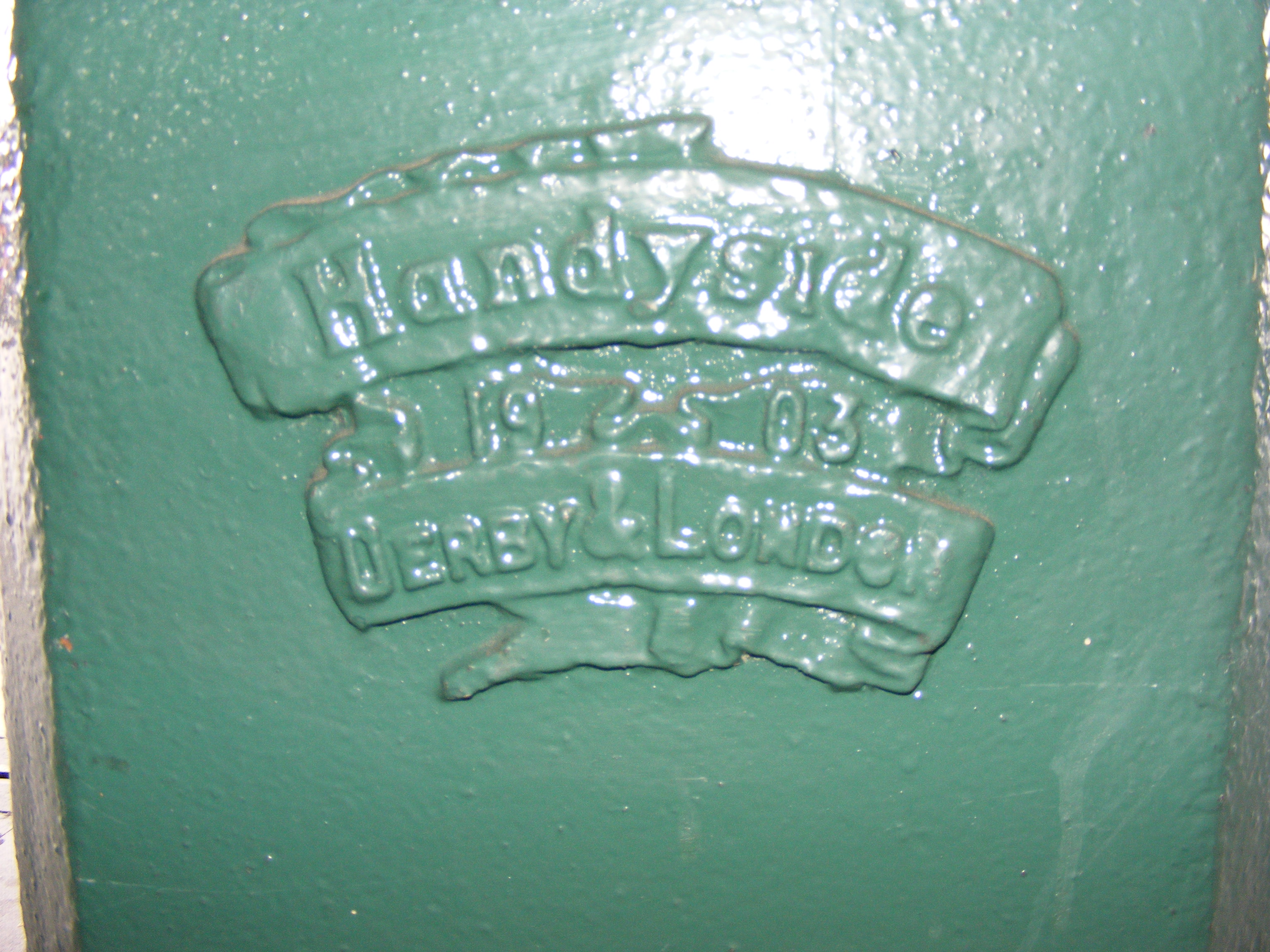
ノッティンガム駅にあるハンディサイドの銘板。

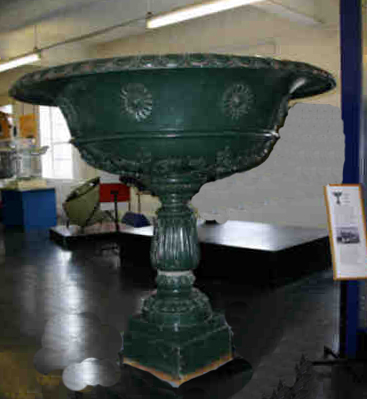
1846年頃ダービー植物園用に製作された花器のひとつ。ダービー博物館・美術館で展示されている。

アンドリュー・ハンディサイド（英: Andrew Handyside and Company）は、19世紀にイギリスのダービーに存在した鉄鋼関連の企業である。以下、この企業についての記述ではハンディサイドと称する。

## 歴史

### 創業者
創業者はアンドリュー・ハンディサイド（以下アンドリューと称する）である。アンドリューは 1805年にスコットランドのエディンバラで生まれ、長じて叔父のチャールズ・ベアードがロシアのサンクトペテルブルクで展開するエンジニアリング事業に学んだ。1848年、ダービーにあるブリタニア・ファウンドリーに移り、その業務を引き継いだ。

### ブリタニア・ファウンドリー
ブリタニア・ファウンドリーが設立されたのは1818年で、創業者はウェザーヘッドとグローバーという2名の人物であった。同社は装飾用鋳物を製造しており、その製品は高い評価を得ていた。その背景には、熟練工の高度な技術と、鋳造で使用する砂の質が高いことがあった。1840年頃にはオーナーの交代があり、 鉄道に関する製品の製造をはじめた。初期の顧客にはミッドランド鉄道のダービー工場があり、蒸気機関車のシリンダーブロックなどの鋳物を供給していた。

### アンドリュー・ハンディサイド・アンド・カンパニーへ
1847年、会社名をアンドリュー・ハンディサイド・アンド・カンパニーと改称した。鋳物の装飾品は流行遅れになっていたが、鋳鉄そのものへの需要は、鋼が登場するまでの間、鋳鉄鉄骨等、産業において高まるばかりであった。アンドリューは素材の強度を上げる研究に集中し、1平方インチ（6.45平方センチメートル）あたりの引っ張り強度の基準である17トンをはるかに上回る20トンから23トンのテストに成功した。1854年にはロンドン郊外のウーリッジでのことであった。アンドリューはまた、芸術的感覚も失わずにいた。
彼の発想は、庭に配置する装飾的置物から鉄道用橋梁に及んだ。新たに設置された街路のガス灯の支柱（いまなおダービーのワードウィックに現存）、最初の近代的な郵便局のポスト、約2000種類に及ぶ窓枠を製造した。製鋼法を編み出したヘンリー・ベッセマーには、温室用のドームを供給した。1840年から1846年の間には400の橋梁を製造し、ロンドン・ブライトン・アンド・サウス・コースト鉄道に収めた。

### 事業の拡大
ハンディサイドの工場では圧延機、ハンマー、鍛造用機械、プレス機械を自社で使用するために製造していたが、のちには他の企業や新たな製鉄所にも供給した。
19世紀半ばには、アーチ構造物の建造を開始した。1854年には駅のホーム部分における列車用上屋を建造した。 ブラッドフォード・アドルファス通り駅、ミドルズブラ駅、セント・イノック駅 などがその例である。
1870年にはハンディサイド製のプレハブ工法の建造物は世界各国に輸出された。1871年、ノッティンガムのトレント橋を建設。翌1872年にはロンドンの吊り橋、アルバート橋を建設。ほか、ロシア、日本、アフリカ、南アフリカ、南アメリカ、カナダ、インドなどでも橋梁や建築物の製造に携わった。それら建築物の多くは、いまなお使用されている。
1874年、ビル、プラント、機械装置に対する減価償却を損益に反して支払わねばならなくなり、不幸にも税調査官は同意しなかった。ハンディサイドは控訴では勝訴したが、のちに財務裁判所において敗訴した。
1877年、グレート・ノーザン鉄道の路線がダービーまで延長された。その際、ダーウェント峡谷を東からまたぐ長大な高架橋が架設された。その高架橋は裕福な土地であるフライアゲートを含むダービーの北部を横断していた。住人感情を和らげるべく、架道橋は優美な外観とされた。当初は罵倒されたが、現在は市民に賞賛されており、近代的なバイパスへの付け替えへの抵抗が継続されているほどである。ハンディサイドはまた、ダーウェント川をまたぐ橋梁も製作した。その橋は、機関車6両が渡るテストも行った。
同年、チェシャー鉄道委員会は新たな路線を開業し、ハンディサイドはマンチェスター中央駅とリバプール中央駅の建築を担当した。その他、ハンディサイドによる建築物としては、ベリーにある、1881年 に木製のものから架け替えられたラテンストール線のアウトワード橋がある。この路線は1966年に廃止されたが、ネイチャー・トレール用の通路として橋は現存している。
ハンディサイドが手がけた最大の建築は、ロンドンのオリンピア（ナショナル・アグリカルチュアル・ホール）である。1886年に完成したこのホールは、1支間でカバーされたホールとしてはイギリス最大のものと言われている。

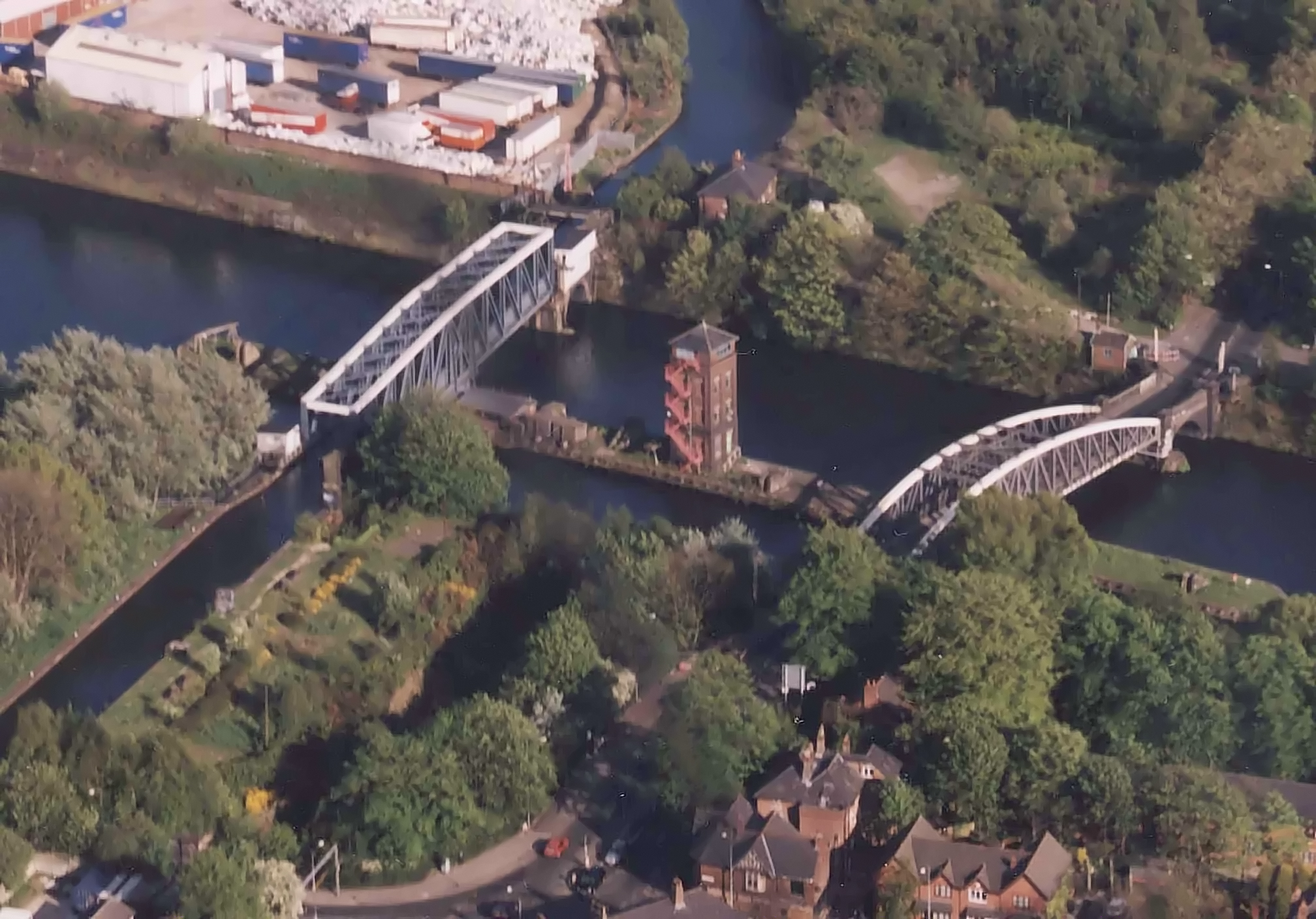
左右に流れるのがマンチェスター運河。左の橋がバートン旋回水路橋でブリッジウォーター運河をつなぐ。、右はバートン道路回転橋。

1893年、ハンディサイドはバートン旋回水路橋を含むマンチェスター運河の建築物を担当した。現地に運ぶ前には、周到にも裏庭で組立とテストを行った。

### アンドリューの死と企業の終焉
1887年、アンドリューが死去。ハンディサイドは19世紀前半まで存在したが、20世紀前半の閉鎖までに徐々に規模を縮小した。鋳造所の敷地は宅地化された。現在はハンディサイド通りという通りに名称を遺している。

## 日本に現存する橋の例

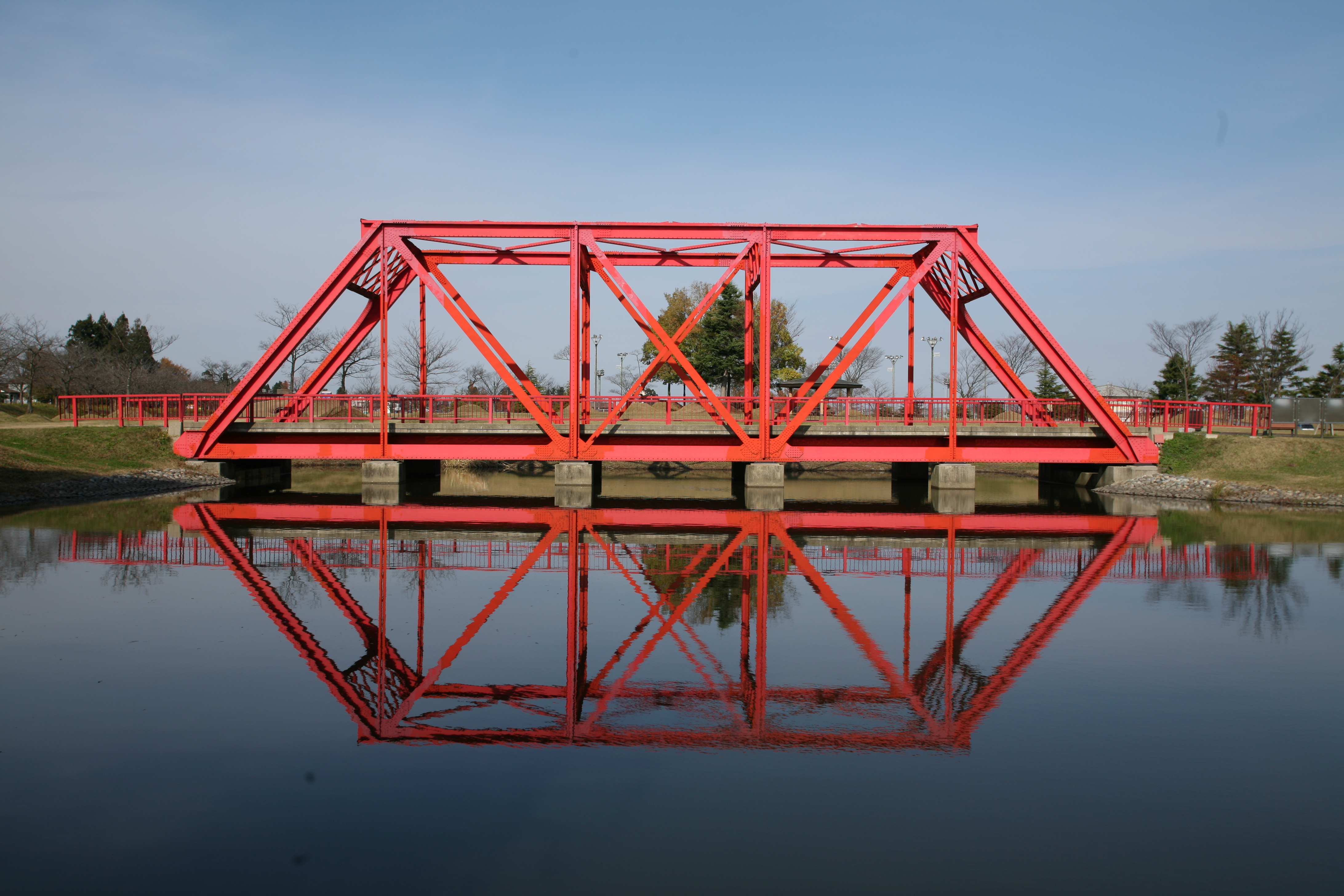
長岡市越路河川公園に保存されている旧越路橋。

- 愛知川橋梁 - ポニートラス、ブレートガーダー。滋賀県愛知川町・五個荘町。愛知川に架かる近江鉄道の橋。関西鉄道木津川橋梁を転用。
- 旧越路橋 - プラットトラス、ワーレントラス。新潟県長岡市。信越本線から転用された道路橋。現在は短縮化のうえ長岡市越路河川公園に移設、保存。